# Gran Morava
El río Gran Morava o Velika Morava (en serbio cirílico: Велика Морава) es un río de la parte suroriental de Europa, un afluente por la derecha del río Danubio, que le aborda poco después de que haya atravesado Belgrado. Tiene una longitud de 185 km, aunque considerando una de sus fuentes, el sistema Gran Morava - Morava occidental tiene una longitud total de 493 km. El río drena una cuenca de 37 444 km² (algo más pequeña que países como Suiza o los Países Bajos y mayor que Guinea Bissau o Taiwán), constituyendo el mayor sistema hidrográfico de Serbia, que drena más del 40 % del territorio nacional.
Administrativamente, el río discurre íntegramente por Serbia, aunque parte de su cuenca directa pertenece a Bulgaria (1237 km²) y Macedonia (solamente 44 km²). Si se consideran las cuencas de sus dos fuentes, los territorios drenados son mayores y también afectan a Kosovo.

## Geografía
El río Gran Morava se forma por la confluencia del río Morava meridional (Južna Morava - Јужна Морава) y el río Morava occidental (Zapadna Morava - Западна Морава), cerca de la localidad de Stalać, un importante nudo ferroviario en la parte central de Serbia. Desde dicha confluencia hasta su desembocadura en el río Danubio, al noreste de la ciudad de Smederevo, el Gran Morava tiene 185 km de longitud. Considerando su brazo más largo, el sistema Gran Morava - Morava occidental tiene una longitud total de 493 km. El Morava meridional, que representa las cabeceras naturales del río, tenía un curso más largo que la rama occidental, pero debido a las intervenciones en su cauce y al mejoramiento de la cuenca, hoy en día es más corto. Estas intervenciones (eliminación de meandros y refuerzo de diques, entre otras medidas) se hicieron en todos los afluentes principales del Morava, de manera que el Morava tenía en un principio unos 600 km de longitud. 
En la actualidad la cuenca del Morava constituye la red fluvial más importante en la península balcánica, con unos 550 km de longitud.
El Gran Morava representa un excelente ejemplo de río divagante, con numerosos meandros y escasa pendiente, y fue este hecho el que dio origen a la planificación de la cuenca reduciendo el curso del río y de sus afluentes.

### Afluentes
Los afluentes del río Velika Morava son cortos, siendo el más largo el río Jasenica (79 km), aunque raramente superan los 50 km. Los afluentes por la margen derecha son los ríos Jovanovačka Reka, Crnica, Ravanica, Resava y Resavica (o Resavčina). Los afluentes por la izquierda son más numerosos, incluyendo: Kalenićka Reka, Lugomir, Belica, Lepenica, Rača, y Jasenica. Muchos de ellos no llevan mucha agua, pero en los años lluviosos, son conocidos por causar grandes inundaciones, el gran problema de todo el sistema del río Morava. Antes de unirse al Danubio, el Velika Morava se divide, formando un largo brazo de 47 km llamado Jezava, que desemboca en el Danubio por separado, en la ciudad de Smederevo, y al que se une por la izquierda el río Ralja (51 km).

### Asentamientos
A pesar de que el valle del Morava ha sido siempre la parte más populosa de Serbia, las desastrosas inundaciones del río evitaron que la gente se asentase cerca de las orillas del río. El único asentamiento urbano en las márgenes es Ćuprija, pero a menudo sufre inundaciones (incluyendo varias veces en la década de 1990). Otros asentamientos urbanos, construidos algo más alejados, son: Paraćin (25 400 hab. en 2003), Jagodina (35 589 hab. en el censo de 2002), Batočina (5574 hab. en 2002), Lapovo (7422 hab. en 2002), Svilajnac (25 511 hab. en 2002), Velika Plana (16 210 hab. en 2002), Požarevac (41 736 hab. en 2002) y Smederevo (77 808 hab. en 2002). Otras ciudades más pequeñas son: Varvarin, Glogovac, Markovac, Veliko Orasje, Miloševac y Lozovik.
- Datos: Q211328
- Multimedia: Great Morava / Q211328